# L'Exil (Montherlant)
Ne doit pas être confondu avec L'Exil (roman).
L'Exil est une pièce en trois actes de Henry de Montherlant dont l'origine remonte à 1914. Elle est publiée dans sa version définitive en 1929 et ne sera créée sur scène officiellement qu'en 1974.